# 2月10日
2月10日（にがつとおか）は、グレゴリオ暦で年始から41日目にあたり、年末まであと324日（閏年では325日）ある。

## できごと

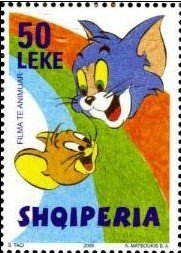
トムとジェリー第1作公開(1940)

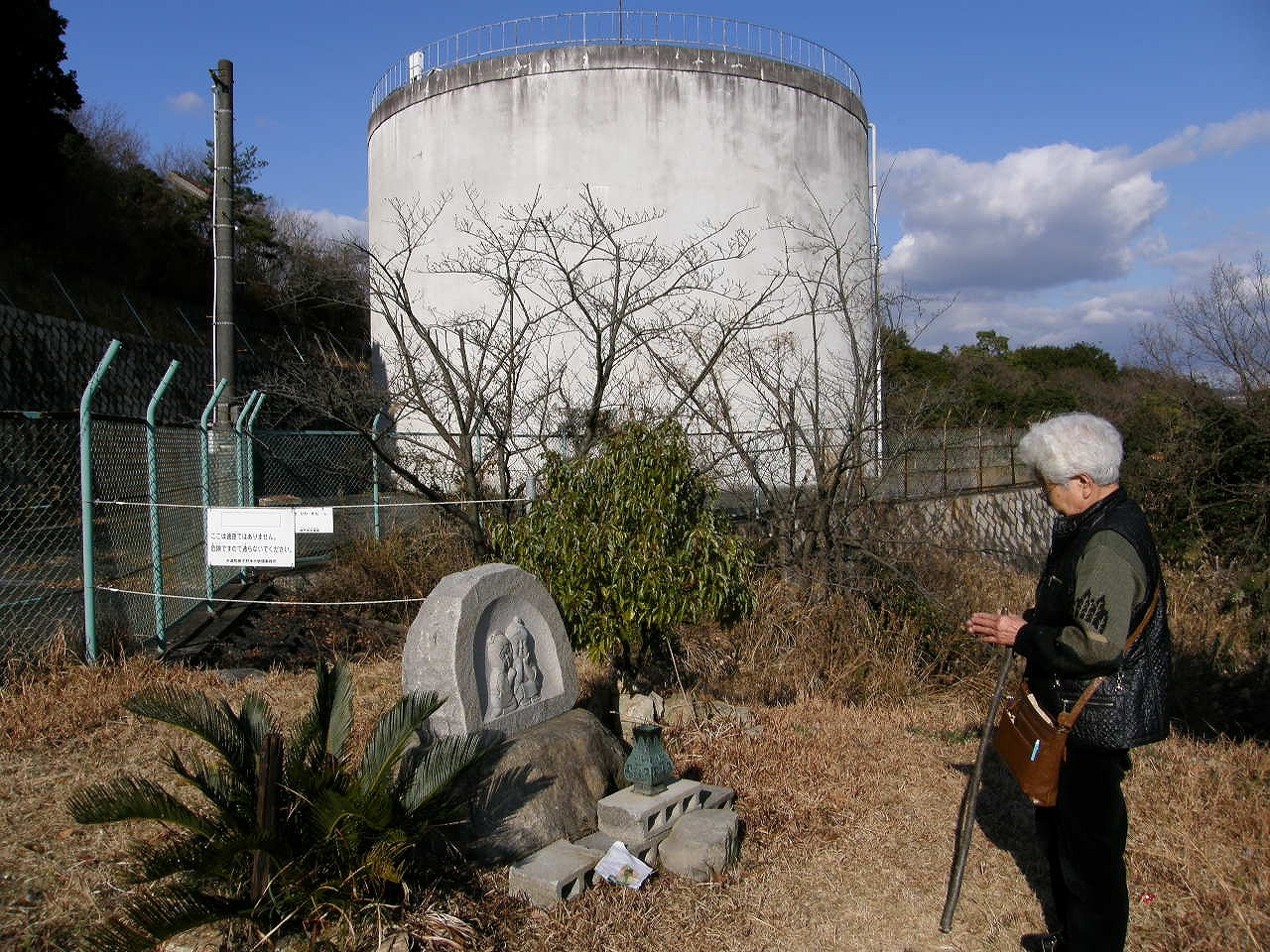
神戸連続児童殺傷事件(1997)

- 1258年 - バグダードの戦い、アッバーズ朝がバクダードを包囲したモンゴル軍に降伏。モンゴル軍は3日後の2月13日にバグダードに入城し、略奪・虐殺行為を開始[1]。
- 1606年（ユリウス暦1月31日） - 火薬陰謀事件の実行責任者ガイ・フォークスが首吊り・内臓抉り・四つ裂きの刑で処刑される。
- 1635年 - フランスでアカデミー・フランセーズ設立。
- 1653年（承応2年1月13日） - 江戸幕府が町人建議による玉川上水の着工を許可する。
- 1763年 - パリ条約が調印され、仏英間の七年戦争（フレンチ・インディアン戦争）が終結[2]。
- 1840年 - イギリス女王ヴィクトリアとザクセン＝コーブルク＝ゴータ公子アルバートが結婚。
- 1870年 - ニューヨークでアメリカYWCAが設立される。
- 1906年 - イギリス海軍の戦艦ドレッドノートが進水。
- 1913年 - 護憲派の民衆が東京の交番を襲撃。焼失52か所、破壊24か所[3]。
- 1921年 - 宮中某重大事件、宮内省が裕仁親王（昭和天皇）と良子女王（香淳皇后）の婚約に変更がないことを発表する[4]。
- 1924年 - 丹那トンネルの建設現場で崩落事故が発生。16人が死亡[5]。
- 1936年 - 地下鉄梅田駅の建設現場で陥没事故が発生。大阪駅東口駅舎や駅前派出所など地下鉄周辺の建物にも被害が及んだ。死者2人[6]。
- 1936年 - 兵庫県本山村（現：神戸市東灘区）で消防車と阪神電気鉄道の電車が衝突。消防士17人死亡[7]。
- 1937年 - 中国共産党が中国国民党に第二次国共合作を提議。
- 1940年 - 津田左右吉の『古事記及日本書紀の研究』『神代史の研究』などが、記紀を批判し皇室を冒涜しているとして発禁となる。
- 1940年 - トムとジェリーの第1作目『上には上がある』が公開される[8]。
- 1942年 - グレン・ミラーが、「チャタヌーガ・チュー・チュー」の120万枚発売を記念して史上初のゴールドディスクを授与される。
- 1947年 - 連合国21か国と日独を除く旧枢軸国5か国が第二次世界大戦講和のためのパリ平和条約に調印。
- 1948年 - ソ連でジダーノフ批判が始まる。
- 1949年 - 片山内閣が総辞職を表明。党内における左右対立などの事情が重なったもの[9]。
- 1949年 - ニューヨークでアーサー・ミラーの戯曲『セールスマンの死』が初演。
- 1952年 - 連合国司令部の覚書によってトカラ列島が日本に本土復帰した。
- 1962年 - U-2撃墜事件でソ連に拘禁されていたアメリカの軍人フランシス・ゲーリー・パワーズと、アメリカで収監されていたソ連のスパイルドルフ・アベルが交換によりそれぞれ釈放される。
- 1964年 - オーストラリア海軍の航空母艦メルボルンと駆逐艦ヴォイジャー（英語版）が衝突。ヴォイジャーは沈没し、82名の死者を出す。
- 1965年 - 自衛隊が極秘に行っていた机上作戦演習「三矢研究」が衆議院で取り上げられ問題化。
- 1967年 - アメリカ合衆国憲法修正第25条の批准が完了。
- 1988年 - ファミコンソフト『ドラゴンクエストIII そして伝説へ…』発売[10]。
- 1991年 - 日本オリエンテーリング委員会が社団法人化、日本オリエンテーリング協会設立。
- 1996年 - IBMのコンピューター ディープ・ブルーがチェスチャンピオンのガリー・カスパロフに初勝利。
- 1996年 - 北海道の豊浜トンネルで岩盤崩落、20人死亡[11]。
- 1997年 - 神戸連続児童殺傷事件発生。
- 1998年 - W3CがXML 1.0を勧告。
- 2000年 - 宇宙科学研究所のM-Vロケット4号機によるX線天文衛星「ASTRO-E」の打ち上げに失敗。
- 2006年 - 第20回冬季オリンピック、トリノ大会開催[12]。2月26日まで。
- 2008年 - 崇礼門放火事件。
- 2009年 - 2009年人工衛星衝突事故。
- 2019年 - 第61回グラミー賞でヒロ・ムライ監督によるチャイルディッシュ・ガンビーノ「This Is America」が最優秀ミュージック・ビデオ賞を受賞[13]。

## 誕生日
- 1118年（永久6年1月18日） - 平清盛、太政大臣（+ 1181年）
- 1541年（天文10年1月15日） - 足利義氏、第5代古河公方（+ 1583年）
- 1709年（宝永6年1月1日） - 蜂須賀宗員、第6代阿波国徳島藩主（+ 1735年）
- 1768年（明和4年12月22日） - 前田利謙、第8代越中国富山藩主（+ 1801年）
- 1775年 - チャールズ・ラム、児童文学作家（+ 1834年）
- 1788年（宝永6年1月4日） - 森忠哲、第8代播磨国赤穂藩主（+ 1807年）
- 1791年（寛政3年1月8日） - 大田垣蓮月、尼、歌人（+ 1875年）
- 1791年 - フランチェスコ・アイエツ、画家（+ 1882年）
- 1795年 - アリ・シェフェール、画家（+ 1858年）
- 1840年 - ペール・テオドール・クレーベ、化学者、地質学者（+ 1905年）
- 1846年 - アイラ・レムセン、化学者（+ 1927年）
- 1856年（安政3年1月5日） - 井上正巳、第14代常陸国下妻藩主・子爵（+ 1921年）
- 1859年 - アレクサンドル・ミルラン、政治家、フランス第三共和制第11代大統領（+ 1943年）
- 1884年 - ビリー・エバンス、メジャーリーグ審判（+ 1956年）
- 1886年 - 平塚らいてう、作家、フェミニスト、女性解放運動家（+ 1971年）
- 1889年 - 今井時郎、社会学者（+ 1972年）
- 1890年 - ボリス・パステルナーク、詩人、小説家（+ 1960年）
- 1891年 - 唐沢俊樹、政治家（+ 1967年）
- 1893年 - 友成用三、映画監督、脚本家（+ 没年不詳）
- 1894年 - ハロルド・マクミラン、政治家、イギリス首相（+ 1986年）
- 1894年 - ハーブ・ペノック、プロ野球選手（+ 1948年）
- 1896年 - アリスター・ハーディ、海洋生物学者（+ 1985年）
- 1897年 - ジョン・フランクリン・エンダース、医学者（+ 1985年）
- 1898年 - ベルトルト・ブレヒト、劇作家、思想家（+ 1956年）
- 1899年 - 田河水泡、漫画家（+ 1989年）
- 1899年 - 阿波野青畝、俳人（+ 1992年）
- 1901年 - 笹井末三郎、アナキスト（+ 1969年）
- 1902年 - ウォルター・ブラッテン、物理学者（+ 1987年）
- 1903年 - 吉田富三、病理学者（+ 1973年）
- 1903年 - マティアス・シンデラー、サッカー選手（+ 1939年）
- 1906年 - ロン・チェイニー・ジュニア、俳優（+ 1973年）
- 1907年 - 津田恭介、薬学者（+ 1999年）
- 1909年 - 伊東多三郎、歴史家（+ 1984年）
- 1910年 - ドミニク・ピール、カトリック教会司祭、慈善活動家（+ 1969年）
- 1911年 - 宗道臣、武道家（+ 1980年）
- 1923年 - チャン・チェ、映画監督（+ 2002年）
- 1929年 - ジェリー・ゴールドスミス、映画音楽作曲家（+ 2004年）
- 1930年 - 稲石三二、教育者、ハンドボール指導者（+ 2008年）
- 1930年 - ロバート・ワグナー、俳優、映画プロデューサー
- 1930年 - E・L・カニグズバーグ、児童文学作家（+ 2013年）
- 1932年 - 田中敦子、美術家、電気服作者、具体美術協会会員 （+ 2005年）
- 1933年 - ミッキー安川、タレント（+ 2010年）
- 1934年 - 金平正紀、ボクシング指導者、協栄ジム初代会長（+ 1999年）
- 1935年 - 二見伸明、政治家
- 1938年 - 鈴木史朗、アナウンサー
- 1938年 - テリー・ケイ、小説家（+ 2020年）
- 1939年 - ロバータ・フラック、歌手
- 1940年 - 野村六彦、元サッカー選手、指導者
- 1940年 - 下河辺元春、ジャーナリスト、経済学者
- 1941年 - 鈴木恒夫、政治家
- 1941年 - 須貝彦三、元騎手、調教師
- 1941年 - マイケル・アプテッド、映画監督（+ 2021年）
- 1942年 - 坂田晃一、作曲家
- 1942年 - ローレンス・ウェイナー、コンセプチュアル・アーティスト（+ 2021年）
- 1943年 - 韓鶴子、宗教家、文鮮明夫人
- 1944年 - 赤座美代子、女優
- 1944年 - 高橋英樹、俳優
- 1944年 - ヴァーナー・ヴィンジ、SF作家、計算機科学者
- 1945年 - 和達三樹、物理学者、東京大学名誉教授（+ 2011年）
- 1947年 - 円より子、政治家
- 1949年 - 若草恵、作曲家
- 1949年 - 渡辺雪三郎、デザイナー
- 1949年 - 亀山郁夫、ロシア文学者
- 1950年 - 島田洋七、漫才師（B&B）
- 1950年 - 仁井谷正充、実業家、ゲームクリエイター
- 1950年 - マーク・スピッツ、競泳選手
- 1951年 - 渡辺茂樹、音楽プロデューサー（+ 2014年）
- 1952年 - 西村知江子、アナウンサー
- 1952年 - 森信雄、将棋棋士
- 1952年 - 宇野輝幸、元プロ野球選手
- 1952年 - リー・シェンロン、政治家、シンガポール第3代首相
- 1952年 - 北尾一喜、元プロ野球選手
- 1955年 - 西岡茂樹、教育者、指揮者
- 1955年 - 宮沢隆仁、政治家
- 1955年 - グレグ・ノーマン、ゴルファー
- 1956年 - 西和彦、アスキー創業者
- 1957年 - 山田章博、イラストレーター
- 1958年 - 芹澤名人、俳優
- 1958年 - 池端隆史、アニメ監督
- 1959年 - 小森田実、シンガーソングライター
- 1960年 - 轟木利治、政治家
- 1960年 - 竹原芳子、女優
- 1960年 - 及川眠子、作詞家
- 1960年 - 井亀あおい（+ 1977年）
- 1961年 - 池田成、アニメ監督
- 1961年 - アレクサンダー・ペイン、映画監督、脚本家
- 1962年 - 野村正育、NHKアナウンサー
- 1962年 - クリフ・バートン、ミュージシャン（メタリカ）（+ 1986年）
- 1963年 - 佐野正幸、ミュージカル俳優
- 1964年 - 帆足由美、アナウンサー
- 1965年 - 井上あずみ、歌手
- 1965年 - 知久寿焼、ミュージシャン（パスカルズ、元たま）
- 1965年 - 馬場敏史、元プロ野球選手
- 1965年 - 山中賢次、元プロ野球選手
- 1965年 - 関純子、関西テレビアナウンサー
- 1967年 - ローラ・ダーン、女優
- 1968年 - 安達哲、漫画家
- 1968年 - 坂口候一、声優
- 1968年 - 谷口徹、プロゴルファー
- 1969年 - 久保田恭之、映像作家
- 1969年 - 大美健二、元プロ野球選手
- 1970年 - 菊沢隆徳、騎手
- 1970年 - 丹波幸一、プロ野球審判員
- 1970年 - アルベルト・カスティーヨ、元プロ野球選手
- 1971年 - 中島ひろ子、女優
- 1971年 - 高村良嘉、元プロ野球選手
- 1972年 - 鷲尾直広、メカニックデザイナー、イラストレーター
- 1972年 - 高倉一朗、歌手
- 1972年 - 大塚幸代、ライター （+ 2015年）
- 1974年 - エリザベス・バンクス、女優
- 1975年 - 黒田博樹、元プロ野球選手
- 1975年 - 原陽子、政治家
- 1975年 - 開田博勝、元野球選手
- 1976年 - 秋山久美、声優、歌手
- 1976年 - カルロス・ヒメネス、元バスケットボール選手
- 1976年 - ランス・バークマン、元プロ野球選手
- 1978年 - 山崎みちる、声優
- 1978年 - 長友光弘、お笑いタレント（響）
- 1978年 - セドリック・バワーズ、プロ野球選手
- 1979年 - 根本美緒、アナウンサー、気象予報士
- 1979年 - 加藤陽一、脚本家
- 1979年 - 黒坂真美、女優
- 1980年 - ランス・バークマン、元プロ野球選手
- 1980年 - シーザー・イズトゥリス、元プロ野球選手
- 1980年 - ジャスティン・ガトリン、陸上短距離選手
- 1980年 - 澤村翔子、声楽家
- 1981年 - 棟田康幸、柔道選手
- 1981年 - アンディ・ジョンソン、サッカー選手
- 1981年 - 近藤岳登、元サッカー選手
- 1981年 - チョ・ヨジョン、女優
- 1981年 - チョ・ウンジ、女優
- 1982年 - 渡辺亮、元プロ野球選手
- 1982年 - 細谷佳正、声優
- 1983年 - マテイ・トート、陸上競技選手
- 1983年 - 石森太二、プロレスラー
- 1984年 - ルイス・クルーズ、プロ野球選手
- 1984年 - アレックス・ゴードン、プロ野球選手
- 1984年 - キム・ヒョジン、女優
- 1986年 - ダリエル・イノホサ、元プロ野球選手
- 1986年 - ラダメル・ファルカオ、サッカー選手
- 1986年 - 市川由衣、女優
- 1987年 - 石田卓也、俳優
- 1987年 - ユジャ・ワン、ピアニスト
- 1987年 - 桜井ユキ、女優
- 1988年 - 西明日香[14]、声優
- 1988年 - 山村響、声優
- 1988年 - Pちゃん、グラビアアイドル、元AV女優
- 1988年 - ジーンマー・ゴメス、プロ野球選手
- 1988年 - ジェイク・ブリガム、プロ野球選手
- 1988年 - スペンサー・パットン、プロ野球選手
- 1989年 - 福田秀平、元プロ野球選手
- 1989年 - 森安真弓、タレント
- 1989年 - 林家希林、落語家
- 1989年 - リアム・ヘンドリックス、プロ野球選手
- 1990年 - 野崎萌香、ファッションモデル
- 1990年 - 福田雄也、俳優（+ 2022年）
- 1990年 - 如月大、演歌歌手
- 1990年 - 佐藤将也、サッカー選手
- 1990年 - 吉田智志、サッカー選手
- 1990年 - アレン・ウェブスター、プロ野球選手
- 1990年 - スヨン、アイドル、女優（少女時代）
- 1991年 - 杉山翔大、元プロ野球選手
- 1991年 - エマ・ロバーツ、女優
- 1992年 - 仲川遥香、タレント（元JKT48）
- 1992年 - 大砂嵐金崇郎、元大相撲力士
- 1992年 - オマー・ナルバエス、プロ野球選手
- 1993年 - マックス・ケプラー、プロ野球選手
- 1994年 - 中村加弥乃、女優（元AKB48）
- 1994年 - ソン・ナウン、女優、アイドル（Apink）
- 1994年 - カン・スルギ、アイドル（RedVelvet）
- 1995年 - 川口春奈、女優、ファッションモデル
- 1995年 - 奈緒、女優
- 1996年 - 野元愛、元アイドル（元アイドリング!!!24号、元HOP CLUB）
- 1996年 - 新山詩織、シンガーソングライター
- 1996年 - 周東佑京、プロ野球選手
- 1996年 - 長野じゅりあ、タレント、女優
- 1997年 - クロエ・グレース・モレッツ、女優
- 1997年 - 田中亜里沙、野球選手
- 1998年 - 椿泰我、俳優、歌手（元IMPACTors）
- 1998年 - 若山詩音、声優
- 1998年 - 根本流風、声優
- 1998年 - 沖口優奈、アイドル（マジカル・パンチライン）
- 1998年 - キャンディ・シュー、シンガーソングライター
- 1998年 - 松岡モナ、ファッションモデル
- 1999年 - 伊藤翔、プロ野球選手
- 1999年 - パーカー、YouTuber
- 1999年 - 谷尻萌、フリーアナウンサー
- 1999年 - 野々浦暖、AV女優
- 2000年 - 菅沼菜々、プロゴルファー
- 2000年 - 野村みな美、アイドル（元こぶしファクトリー）
- 2000年 - 滝口きらら、アイドル（ゑんら）
- 2000年 - 渡邉史佳、総合格闘家
- 2002年 - 小関舞、歌手、女優（元カントリー・ガールズ）
- 2003年 - 堀ノ内百香、アイドル（元NMB48）
- 2004年 - 松本里乃、野球選手、TikToker
- 2005年 - 鈴木梨央[15]、女優
- 2005年 - 孫易磊、プロ野球選手
- 生年不詳 - 煮ル果実、ボカロP
- 生年不詳 - 大室佳奈[16]、声優
- 生年不詳 - 長岡龍歩、声優

### 人物以外（動物など）
- 2013年 - エアスピネル、競走馬
- 2015年 - ワグネリアン、競走馬（+ 2022年）
- 2018年 - タイトルホルダー、競走馬

## 忌日

### 人物
- 1126年 - ギヨーム9世、アキテーヌ公、トルバドゥール（* 1071年）
- 1153年（仁平3年1月15日） - 平忠盛、武将、平清盛の父（* 1096年）
- 1242年 - ハインリヒ7世、ローマ王（* 1211年）
- 1242年（仁治3年1月9日） - 四条天皇、第87代天皇（* 1231年）
- 1576年 - ヴィルヘルム・クシランダー、古典学者、元ハイデルベルク大学学長（* 1532年）
- 1660年 - ユディト・レイステル、画家（* 1609年）
- 1702年（元禄15年1月14日） - 萱野重実（萱野三平）、忠孝の板挟みで討ち入り前に自害した赤穂浪士（* 1675年）
- 1722年 - バーソロミュー・ロバーツ、海賊（* 1682年）
- 1755年 - シャルル・ド・モンテスキュー、哲学者、政治思想家（* 1689年）
- 1765年 - ジャン＝バティスト・デエ、画家（* 1729年）
- 1772年 - ヨーゼフ・ヴェンツェル、リヒテンシュタイン公（* 1696年）
- 1810年（文化7年1月7日） - 前田治脩、第11代加賀藩主（* 1745年）
- 1817年 - サミュエル・メレディス、アメリカ独立戦争期の大陸軍准将（* 1741年）
- 1817年 - カール・テオドール・フォン・ダールベルク、マインツ大司教選帝侯、神聖ローマ帝国宰相（* 1744年）
- 1829年 - レオ12世、第252代ローマ教皇（* 1760年）
- 1836年 - マリー＝アンヌ・ピエレット・ポールズ、化学者、貴族（* 1758年）
- 1837年 - アレクサンドル・プーシキン、詩人、作家（* 1799年）
- 1852年 - サミュエル・プラウト、画家（* 1785年）
- 1865年 - ハインリヒ・レンツ、物理学者（* 1804年）
- 1868年 - ディヴィッド・ブリュースター、光学者（* 1781年）
- 1878年 - クロード・ベルナール、医師、生理学者（* 1813年）
- 1879年 - オノレ・ドーミエ、画家（* 1808年）
- 1881年 - ジョン・ビグスビー、医師、地質学者（* 1792年）
- 1883年 - マーシャル・ジュウェル、第29代および第31代コネチカット州知事、第28代アメリカ合衆国郵政長官（* 1825年）
- 1888年 - 松浦武四郎、探検家（* 1818年）
- 1891年 - ソフィア・コワレフスカヤ、数学者（* 1850年）
- 1895年 - フランチェスコ・ポデスティ、画家（* 1800年）
- 1896年 - 若松賤子、翻訳家（* 1864年）
- 1897年 - アントニオ・バッジーニ、作曲家（* 1818年）
- 1901年 - マックス・フォン・ペッテンコーファー、衛生学者、化学者（* 1818年）
- 1907年 - アグネス・クラーク、天文学書の著作家（* 1842年）
- 1907年 - 本因坊秀栄、囲碁棋士（* 1852年）
- 1912年 - ジョゼフ・リスター、外科医（* 1827年）
- 1917年 - エミール・ペサール、作曲家（* 1843年）
- 1917年 - ジョン・ウィリアム・ウォーターハウス、画家（* 1849年）
- 1918年 - エルネスト・テオドロ・モネータ、平和運動家（* 1833年）
- 1918年 - アブデュルハミト2世、オスマン帝国第34代スルタン（* 1842年）
- 1918年 - 蜂須賀茂韶、第14代徳島藩主、東京府知事、貴族院議長、文部大臣（* 1846年）
- 1923年 - ヴィルヘルム・レントゲン、物理学者（* 1845年）
- 1923年 - 片岡春吉、実業家、片岡毛織創業者（* 1872年）
- 1929年 - 長井長義、薬学者、化学者、東京帝国大学名誉教授、日本薬学会初代会頭（* 1845年）
- 1930年 - 渡辺温、小説家（* 1902年）
- 1939年 - ピウス11世、第259代ローマ教皇（* 1857年）
- 1944年 - ユジェーヌ・ミカエル・アントニアディ、天文学者（* 1870年）
- 1946年 - 小栗虫太郎、推理作家（* 1901年）
- 1947年 - 有吉忠一、官僚、元千葉県知事・宮崎県知事・神奈川県知事・兵庫県知事、朝鮮総督府政務総監、横浜市長（* 1873年）
- 1947年 - 平野万里、歌人、詩人（* 1885年）
- 1949年 - 安部磯雄、社会主義思想家、政治家（* 1865年）
- 1950年 - マルセル・モース、社会学者（* 1872年）
- 1952年 - ヘンリー・D・デーキン、化学者（* 1880年）
- 1957年 - ローラ・インガルス・ワイルダー、作家（* 1867年）
- 1964年 - オイゲン・ゼンガー、航空エンジニア（* 1905年）
- 1968年 - 須本憲一、プロ野球選手（* 1926年）
- 1972年 - 吉原治良、画家、具体美術協会創設者 （* 1905年）
- 1979年 - 池辺陽、建築家（* 1920年）
- 1980年 - 山口慎一、翻訳家、文芸評論家（* 1907年）
- 1982年 - 伊藤勝三、プロ野球選手（* 1907年）
- 1983年 - 野原正勝、政治家、第30代労働大臣（* 1906年）
- 1984年 - デビッド・フォン・エリック、プロレスラー（* 1958年）
- 1986年 - 山本丘人、日本画家（* 1900年）
- 1988年 - 関泰祐、ドイツ文学者、翻訳家（* 1890年）
- 1990年 - 福永陽一郎、指揮者、クラシック音楽評論家（* 1926年）
- 1990年 - トニー・ソレイタ、プロ野球選手（* 1947年）
- 1991年 - 木村庄之助 (25代)、大相撲立行司（* 1909年）
- 1991年 - 村上重良、宗教学者（* 1928年）
- 1991年 - ワルター・クリーン、ピアニスト（* 1928年）
- 1991年 - 六代目柳亭燕路、落語家（* 1934年）
- 1992年 - 岡田嘉子、女優（* 1902年）
- 1992年 - アレックス・ヘイリー、作家（* 1921年）
- 1993年 - 瀬戸わんや、漫才師（* 1926年）
- 1996年 - 山田精吾、労働運動家、日本労働組合総連合会初代事務局長（* 1930年）
- 1997年 - ジェローム・ナミアス、気象学者（* 1910年）
- 1997年 - 杉本龍造、政治家、元三重県鈴鹿市長（* 1913年）
- 2000年 - 姫鵬飛、中華人民共和国外交部長（* 1910年）
- 2000年 - 加藤一、画家（* 1925年）
- 2000年 - 前島秀行、政治家（* 1941年）
- 2001年 - 木原太郎、物理学者（* 1917年）
- 2002年 - 沢田広、政治家（* 1918年）
- 2002年 - トラウデル・ユンゲ、ナチス・ドイツ総統アドルフ・ヒトラーの秘書（* 1920年）
- 2003年 - カート・ヘニング、プロレスラー（* 1958年）
- 2004年 - 杉本健吉、洋画家、イラストレーター、グラフィックデザイナー（* 1905年）
- 2005年 - アーサー・ミラー、劇作家（* 1915年）
- 2006年 - J Dilla、ラッパー（* 1974年）
- 2007年 - 式守錦太夫 (10代)、大相撲の行司（* 1940年）
- 2007年 - すぎ恵美子、漫画家（* 1959年）
- 2007年 - チョン・ダビン、女優（* 1980年）
- 2008年 - ロイ・シャイダー、俳優（* 1932年）
- 2008年 - 坂本敏美、騎手（* 1952年）
- 2008年 - 高野裕美子、作家（* 1957年）
- 2010年 - チャールズ・ネスビット・ウィルソン、政治家（* 1933年)
- 2010年 - オルランド・ペサーニャ・デ・カルヴァーリョ、サッカー選手（* 1935年)
- 2011年 - ビル・ジャスティス、アニメーション監督（* 1914年）
- 2011年 - 後藤昌次郎、弁護士（* 1924年）
- 2011年 - 宮田敬一、臨床心理学者（* 1950年）
- 2012年 - 渡辺文夫、元東京海上火災保険(現・東京海上日動火災保険)社長、元日本航空会長（* 1917年）
- 2012年 - 平田正蔵、実業家、元福岡放送社長（* 1929年）
- 2012年 - 左右田一平、俳優（* 1930年）
- 2013年 - 玉木英彦、物理学者、科学史家、東京大学名誉教授（* 1909年）
- 2013年 - 鳥取滋治郎、実業家、高円宮妃久子の父（* 1924年）
- 2013年 - 荘則棟、卓球選手（* 1940年）
- 2013年 - 桜井郁三、政治家（* 1944年）
- 2014年 - シャーリー・テンプル、女優（* 1928年）
- 2014年 - 堀貞一郎、プロデューサー、陶芸家（* 1929年）
- 2014年 - 山本邦山、尺八奏者（* 1937年）
- 2014年 - 小高賢、編集者、歌人（* 1944年）
- 2014年 - 小寺彰、法学者（* 1952年）
- 2015年 - 鄧力群 - 政治家（* 1915年）
- 2015年 - 向野敏昭、政治家、直方市長（* 1939年）
- 2015年 - 山崎修二、実業家、前蝶理社長（* 1948年）
- 2015年 - 五十嵐五十鈴、女優（* 1953年）
- 2017年 - 高山正喜久、デザイン学者、筑波大学名誉教授（* 1918年）
- 2017年 - マイク・イリッチ、起業家、デトロイト・タイガースオーナー、リトル・シーザーズ創立者（* 1929年）
- 2017年 - 佐藤進、実業家、元東急レクリエーション社長（* 1932年）
- 2017年 - 吉田大朋、写真家（* 1934年）
- 2017年 - 山中毅、元水泳選手、水泳指導者（* 1939年）
- 2017年 - ボブ・スウィータン、プロレスラー（* 1940年）
- 2017年 - ピート・カイザー、元プロサッカー選手（* 1943年）
- 2017年 - 古市健三、政治家、前倉敷市長、元岡山県議会議長（* 1947年）
- 2017年 - Shu、作詞家 、シンガーソングライター、ナレーター（* 1958年）
- 2018年 - 石牟礼道子、作家（* 1927年）
- 2018年 - 松原美代子、反核運動家（* 1932年）
- 2018年 - 川地民夫、俳優（* 1938年）
- 2019年 - ハインツ・フュッテラー、陸上競技選手（* 1931年）
- 2019年 - カーメン・アルジェンツィアノ、俳優（* 1943年）
- 2019年 - ジャン＝マイケル・ヴィンセント、俳優（* 1944年）
- 2019年 - 北尾光司、元大相撲力士、総合格闘家、スポーツ冒険家、武道家、プロレスラー（* 1963年）
- 2019年 - ダニエル・シルバ・ドス・サントス、サッカー選手、指導者（* 1982年）
- 2020年 - ライル・メイズ、ジャズピアニスト（* 1953年）
- 2020年 - シャリフ・アブドゥル・サマト、サッカー選手（* 1984年）
- 2021年 - 鈴木孝夫、言語学者、評論家、慶應義塾大学名誉教授（* 1926年）
- 2021年 - 坂本堯、神学者、聖マリアンナ医科大学名誉教授（* 1927年）
- 2021年 - 鶴岡洋、政治家、元衆議院議員、元公明党参議院議員（* 1932年）
- 2021年 - 小峰隆司、俳優（* 1933年）
- 2021年 - 鴨下信一、テレビプロデューサー、演出家（* 1935年）
- 2021年 - 林紘義、政治活動家、労働の解放をめざす労働者党代表（* 1938年）
- 2021年 - ラリー・フリント、実業家、雑誌「ハスラー」創刊者（* 1942年）
- 2022年 - ジャンヌ・シャバート、スーパーセンテナリアン（* 1909年）
- 2022年 - マヌエル・エスキベル、政治家、ベリーズ第2・4代首相（* 1940年）
- 2023年 - マリー＝ガブリエル・ド・リュクサンブール、ルクセンブルク大公国貴族（* 1925年）
- 2023年 - ハンス・モドロウ、政治家、元ドイツ民主共和国首相（* 1928年）
- 2023年 - カルロス・サウラ、映画監督、脚本家（* 1932年）
- 2023年 - ヒュー・ハドソン、映画監督（* 1936年）
- 2023年 - 高橋章、美術デザイナー、映画美術監督（* 1938年）
- 2023年 - 信藤三雄、アートディレクター、映画監督（* 1948年）
- 2023年 - セルゲイ・テレシチェンコ、政治家、元カザフスタン首相（* 1951年）
- 2023年 - 入来智、元プロ野球選手（* 1967年）
- 2024年 - 遠藤享、グラフィックデザイナー（* 1933年）
- 2024年 - クリス・マルコフ、プロレスラー（* 1938年）
- 2025年 - ドン・ムーマウ、長老派教会牧師、元アメリカンフットボール選手（* 1931年）
- 2025年 - マリア・ティーポ、ピアニスト、音楽教育者（* 1931年）
- 2025年 - 袖井林二郎、国際政治学者（* 1932年）
- 2025年 - 永島勝司、新聞記者（* 1943年）

### 人物以外（動物など）
- 2013年 - ロロン（英語版）、記録史上最大のワニ
- 2022年 - タイムパラドックス、競走馬、種牡馬（* 1998年）

## 記念日・年中行事
- 海の安全祈念日（ 日本）
2001年2月10日、ハワイ沖で演習中だった愛媛県宇和島水産高等学校の実習船えひめ丸事故が、緊急浮上した米国海軍原子力潜水艦により衝突され、実習生・指導教官・乗組員あわせて９名が亡くなった。この事故を永遠に忘れず、亡くなられた方９名の方々の海や水産への思いや志を継承し、船舶の安全を祈る取組として、全国水産高校長協会が2003年に制定[17][18]。
- ふとんの日（ 日本）
全日本寝具寝装品協会が1997年に制定。ふ(2)とん(10)の語呂合わせから来ている。
- 太物の日（ 日本）
「ふ(2)と(10)」の語呂合わせ。木綿やウールなどの普段着の着物ファンが制定。
- ニットの日（ 日本）
「にっ(2)と(10)」の語呂合わせ。横浜手作りニット友の会が1988年に制定。1994年には全国的な記念日として日本ニット工業組合連合会も制定した[19][18][20][21][22]。
- 蕗の薹の日（ 日本）
雪解けとともに顔を出すふきのとうを早春の味としてPRするため宮城県古川市の特産品を販売する「ふるさとプラザ」が1993年に制定[23]。日付は「ふ(2)きのとう(10)」の語呂合わせ[20][21][22]。
- 豚丼の日（ 日本）
「ぶ(2)たどん(10)」の語呂合わせ。北海道で豚丼などのたれを製造する食品メーカーのソラチが2010年に日本記念日協会に登録して制定。十勝名物の豚丼を記念する日。
- ニートの日（ 日本）
「にー(2)と(10)」の語呂合わせ。巨大匿名掲示板2ちゃんねるが発祥。
- 封筒の日（ 日本）
「ふう(2)とう(10)」の語呂合わせ。封筒・手提袋など紙製品メーカーのムトウユニパックが2017年に日本記念日協会に登録して制定。アナログなコミュニケーションである封筒文化、手紙文化の良さをあらためて多くの人に知ってもらうのが目的。
- 簿記の日（ 日本）
簿記の原点である福澤諭吉の訳本「帳合之法」が1873年2月10日に慶應義塾出版局から発行されたことを記念し、全国経理教育協会（旧・全国経理学校協会）が2004年に制定[24]。
- フルートの日（ 日本）
「フ(2)ルート(10)」の語呂合わせ。日本フルート普及推進協議会が2019年に日本記念日協会に登録して制定。
- キタノ記念日（ 日本）
お笑い芸人・映画監督であるビートたけし（北野武）の功績を記念するため、CS放送の番組「チャンネル北野」が制定。日付は芸能活動の原点である漫才コンビツービート、ツー(2)ビート(10)の語呂合わせから[25]。
- 観劇の日（ 日本）
1911年（明治44年）のこの日、日本初の洋風劇場である「帝国劇場」が完成した[20]。
- トムとジェリーの日
「トムとジェリー」が初めて登場したのは、1940年2月10日に劇場公開された「上には上がある」(原題: Puss Gets The Boot)。これを記念し、2月10日が「トムとジェリーの誕生日」として制定された[26]。
- 豊橋鬼祭 （ 日本）
愛知県豊橋市の安久美神戸神明社で、毎年2月10日、11日に行われる神事。祭のクライマックスは、2月11日に行われる「天狗と赤鬼のからかい」。天狗がいたずらをする赤鬼をこらしめようとして戦う。赤鬼は天狗に再三挑戦したが敵わず、持っていた白粉餅や穀物の粉で罪・けがれを祓い清めて里人に償いをしたという話しで、この餅がタンキリ飴の由来になっている[27]。